# Ring på Jeeves!
Ring på Jeeves! är en roman av P.G. Wodehouse, utgiven i England 1953 med titeln Ring for Jeeves och i USA följande år med titeln The Return of Jeeves. Det är den sjätte romanen om betjänten Jeeves och hans arbetsgivare Bertie Wooster, och den enda i sviten som berättas i tredjepersonsperspektiv eftersom Bertie Wooster, som normalt är berättarjaget, aldrig framträder, utan enbart nämns vid namn. Romanen översattes till svenska av Birgitta Hammar och utgavs på Albert Bonniers förlag 1954.
Wodehouse hade 1952 i samarbete med Guy Bolton skrivit en pjäs där en butler vid namn Ponsonby innehade en framträdande roll. Wodehouse föreslog sin vän att butlern skulle få vara Jeeves, för att främja ett ökat publikintresse, och Bolton samtyckte. Wodehouse konverterade pjäsen till romanform och gav den titeln Ring for Jeeves. Scenversionen Come On, Jeeves uruppfördes 1954, efter publiceringen av romanen.

## Persongalleri
- Angela Spottsworth – Amerikansk miljonärska och änka två gånger om.
- Cuthbert Gervase Brabazon-Buffel – Storviltjägare och äventyrare. Gammal vän till Angela Spottsworths framlidne man A B Spottsworth.
- William Egerton Bamfulde Ossington Belfry – Den konstant panke nionde earlen av Rowcester.
- Monica ”Mygg” Carmoyle – Syster till Earlen av Rowcester.
- Sir Roderick ”Rory” Carmoyle – Svåger till earlen. Jobbar på varuhuset Harrige’s.
- Jill Wyvern – Veterinär och flickvän till earlen.
- Jeeves – Tillfällig men synnerligen lojal butler[b] till earlen.
- Aubrey Wyvern – Far till Jill.
- Bullstrode – Mindre effektiv betjänt till Wyvern.
- Trelawny – Mindre effektiv kokerska åt Wyvern.
- Mrs. Piggot – Kokerska åt earlen.

## Handling
Denna roman är stilistiskt intressant eftersom den skiljer sig en smula från den mer typiska Wodehouse-romanen. Den är något av ett kammarspel och innehåller färre personer och enklare intrig samt utspelar sig under en kortare tidsrymd och i stort sett på ett enda ställe (Rowcester Abbey). Då Bertie Wooster inte är med i handlingen får läsaren se Jeeves ur en mer objektiv berättares synvinkel istället för Berties lätt subjektiva dito. Exempelvis får man en beskrivning av Jeeves: 
Denne mansperson som nu steg in – eller snarare kanske flöt in – i rummet var lång och mörk och vördnadsbjudande. Han kunde ha varit en finare ambassadör eller en ungdomlig överstepräst i något högtstående religiöst samfund. Hans ögon lyste med intelligensens klara sken och hans fint mejslade ansikte uttryckte en feodal önskan att stå till tjänst. Hans min var minen hos en betjänt, som efter att under ett stort antal år ha utvecklat sin hjärna genom fiskdiet nu besjälas av en vördnadsfull iver att få ställa nämnda hjärna till sin unge herres förfogande.
Tvåfaldiga änkan Angela Spottsworth har kommit från USA för att eventuellt köpa slottet Rowcester Abbey. På vägen dit möter hon sin gamle bekante, äventyraren kapten Buffel, som denna gång inte jagar djur utan en bookmaker som lurat honom på en vinst. Rowcester Abbey är ett fallfärdigt slott som mest är en börda för ägaren, den nionde earlen, som dock kommit en smula på grön kvist under senare tid. Bertie Wooster vistas en längre tid på en skola för aristokrater som vill försöka klara sig själva (i händelse av social revolution) och har därmed arrenderat ut Jeeves till earlen. Jeeves har hjälp earlen med inkomst genom att förmå honom bli bookmaker under namnet ”Hederliga plåster-Perkins.” En oväntad vinst på banan har dock lett till att earlen blev skyldig kapten Buffel tretusen pund vilket var mer än han kunde betala. Han hade därför snabbt lämnat kapplöpningsbanan med den ilskne Buffel efter sig. Angela Spottsworth anländer och känner igen earlen som en gammal bekant från Cannes. Till en början blir Angela mycket förtjust i slottet. En stund senare anländer även Buffel. Jeeves lyckas slå i honom att någon måste ha använt en falsk nummerskylt på bookmakerns bil, vilket annars är samma nummer som earlen har. För att få sälja slottet kurtiserar earlen Angela något och gör både sin flickvän Jill och kapten Buffel (som älskar Angela) svartsjuka. Genom olyckliga omständigheter avslöjar kapten Buffel att earlen är bookmakern och sen det visat sig att han är pank börjar man diskutera möjligheter få fram pengar. Buffel behöver nämligen summan för att satsa i ett nytt lopp. Buffel föreslår bl.a. att man ska ”låna” Angelas halsband, värt sina modiga 10 000. En rad komiska förvecklingar kring detta följer innan earlen slutligen kan lägga beslag på det. Jill, som tror earlen har ihop det med Angela, bryter förlovningen. Senare återvände hon dock till slottet för att varna earlen för sin ilskne far varvid Jeeves förklarar allt för henne. Samtidigt upptäcker Angela att hennes halsband är stulet. Hon är heller inte så intresserad av slottet längre, p.g.a. svår fukt. Precis då man på radion hör att kapten Buffels häst förlorat möter Angela honom i trädgården där han överlämnar halsbandet till henne. Han hade inte kunnat förmå sig avvika med det. Angela, som egentligen älskar kapten Buffel, föreslår honom en förlovning. Jeeves förmår henne därefter att köpa slottet eftersom hon ju kan montera ned det och frakta det till Kalifornien. Sedan allt slutat lyckligt meddelar Jeeves (”med djupaste beklagande”) att han ska återvända till Bertie Wooster som precis blivit relegerad från skolan p.g.a. fusk med stoppade strumpor.